# Actinopyga
Actinopyga is een geslacht van zeekomkommers uit de familie Holothuriidae.

## Soorten
- Actinopyga agassizii (Selenka, 1867)
- Actinopyga albonigra Cherbonnier & Féral, 1984
- Actinopyga bacilla Cherbonnier, 1988
- Actinopyga bannwarthi Panning, 1944
- Actinopyga caerulea Samyn, VandenSpiegel & Massin, 2006
- Actinopyga capillata Rowe & Massin, 2006
- Actinopyga crassa Panning, 1944
- Actinopyga echinites (Jaeger, 1833)
- Actinopyga flammea Cherbonnier, 1979
- Actinopyga fusca Cherbonnier, 1980
- Actinopyga lecanora (Jaeger, 1833)
- Actinopyga mauritiana (Quoy & Gaimard, 1834)
- Actinopyga miliaris (Quoy & Gaimard, 1834)
- Actinopyga obesa (Selenka, 1867)
- Actinopyga palauensis Panning, 1944
- Actinopyga serratidens Pearson, 1903
- Actinopyga spinea Cherbonnier, 1980
- Actinopyga varians (Selenka, 1867)